# Europese kampioenschappen inlineskaten 2009
De Europese kampioenschappen inline-skaten 2009 werden van 30 juli tot 8 augustus gehouden in Oostende, België. Dit was verdeeld over wedstrijden op de piste van 30 juli tot 2 augustus en op de weg van 4 tot 8 augustus.
Het was de twintigste editie van het Europees kampioenschap sinds de invoering van de huidige inline-skates. Het toernooi vond al eerder plaats in Oostende, in 1999 werden er namelijk de wedstrijden op de weg gehouden.
De Belg Bart Swings werd in totaal vijf maal Europees kampioen in zijn thuisland. Bij de vrouwen wist Sabine Berg uit Duitsland vier gouden medailles te behalen.

## Programma
Hieronder is het programma weergegeven voor dit toernooi.
| Piste      | Piste                               | Piste                               |
| Datum      | Mannen                              | Vrouwen                             |
| ---------- | ----------------------------------- | ----------------------------------- |
| 30 juli    | 300m Time trial                     | 300m Time trial                     |
| 31 juli    | 1000m Sprint 15000m Afvalkoers      | 1000m Sprint 10000m Afvalkoers      |
| 1 augustus | 500m Sprint                         | 500m Sprint                         |
| 2 augustus | 10000m Punt + afval 3000m Aflossing | 10000m Punt + afval 3000m Aflossing |

| Weg        | Weg                               | Weg                               |
| Datum      | Mannen                            | Vrouwen                           |
| ---------- | --------------------------------- | --------------------------------- |
| 4 augustus | 200m Time trial 20000m Afvalkoers | 200m Time trial 15000m Afvalkoers |
| 5 augustus | 500m Sprint                       | 500m Sprint                       |
| 6 augustus | 10000m Puntenkoers                | 10000m Puntenkoers                |
| 7 augustus | 5000m Aflossing                   | 5000m Aflossing                   |
| 8 augustus | Marathon                          | Marathon                          |

## Belgische deelnemers
| Mannen | Vrouwen                                 | Vrouwen |
| --- | --------------------------------------- | ------- |
| Wouter Hebbrecht Stijn van Hove Karel Meulders Wouter Meulders Wannes Van Praet Ferre Spruyt Bart Swings Maarten Swings Kwinten Tas Yannick Verleene | Jessica Gaudesaboos Britta Vantournhout |         |

## Nederlandse deelnemers
| Mannen | Vrouwen                                                                                              |
| --- | --- |
| Crispijn Ariëns Ingmar Berga Roy Boeve Pieter Jan van Eck Gary Hekman Sjoerd Huisman Michel Mulder Ronald Mulder Klaas de Weerd | Anniek ter Haar Mariska Huisman Jolanda Langeland Margo van de Merwe Bianca Roosenboom Elma de Vries |

## Medailleverdeling

### Mannen
| Piste                | Piste                                          | Piste                                                  | Piste                                                   |
| Afstand              | Goud ·                                         | Zilver ·                                               | Brons ·                                                 |
| -------------------- | ---------------------------------------------- | ------------------------------------------------------ | ------------------------------------------------------- |
| 300m Time trial      | Wouter Hebbrecht                               | Nicolas Pelloquin                                      | Andrea Peruzzo                                          |
| 500m Sprint          | Andrea Peruzzo                                 | Ronald Mulder                                          | Andrea Angeletti                                        |
| 1000m Sprint         | Bart Swings                                    | Felix Rijhnen                                          | Andrea Peruzzo                                          |
| 10.000m Punt. +afval | Bart Swings                                    | Francisco Jose Peula                                   | Crispijn Ariëns                                         |
| 15.000m Afvalkoers   | Fabio Francolini                               | Bart Swings                                            | Alexis Contin                                           |
| 3000m Aflossing      | België Ferre Spruyt Bart Swings Maarten Swings | Frankrijk Alexis Contin Kevin Gauclin Gwendal Lepivert | Italië Matteo Amabili Andrea Angeletti Fabio Francolini |

| Weg                 | Weg                                         | Weg                                                      | Weg                                                     |
| Afstand             | Goud ·                                      | Zilver ·                                                 | Brons ·                                                 |
| ------------------- | ------------------------------------------- | -------------------------------------------------------- | ------------------------------------------------------- |
| 200m Time trial     | Wouter Hebbrecht                            | Ioseba Fernandez                                         | Matthias Schwierz                                       |
| 500m Sprint         | Claudio Naselli                             | Michel Mulder                                            | Thomas Boucher                                          |
| 10.000m Puntenkoers | Brian Lepine                                | Ewen Fernandez                                           | Kwinten Tas                                             |
| 20.000m Afvalkoers  | Fabio Francolini                            | Ferre Spruyt                                             | Bart Swings                                             |
| 42.195m Marathon    | Bart Swings                                 | Fabio Francolini                                         | Ferre Spruyt                                            |
| 5000m Aflossing     | België Ferre Spruyt Bart Swings Kwinten Tas | Italië Andrea Angeletti Fabio Francolini Claudio Naselli | Frankrijk Thomas Boucher Kevin Gauclin Gwendal Lepivert |

### Vrouwen
| Piste                 | Piste                                          | Piste             | Piste                        |
| Afstand               | Goud ·                                         | Zilver ·          | Brons ·                      |
| --------------------- | ---------------------------------------------- | ----------------- | ---------------------------- |
| 300m Time trial       | Nicoletta Falcone                              | Erika Zanetti     | Jana Gegner                  |
| 500m Sprint           | Erika Zanetti                                  | Nicoletta Falcone | Sabine Berg                  |
| 1000m Sprint          | Sabine Berg                                    | Elma de Vries     | Erika Zanetti                |
| 10.000m Punt. + afval | Simona di Eugenio                              | Mareike Thum      | Sabine Berg                  |
| 10.000m Afvalkoers    | Laura Lardani                                  | Sabine Berg       | Laetitia le Bihan            |
| 3000m Aflossing       | Duitsland Sabine Berg Jana Gegner Mareike Thum | Italië            | Nederland o.a. Elma de Vries |

| Weg                 | Weg                                                      | Weg                                                       | Weg                                                       |
| Afstand             | Goud ·                                                   | Zilver ·                                                  | Brons ·                                                   |
| ------------------- | -------------------------------------------------------- | --------------------------------------------------------- | --------------------------------------------------------- |
| 200m Time trial     | Nicoletta Falcone                                        | Desire Contenti                                           | Stephanie Dreyer                                          |
| 500m Sprint         | Desire Contenti                                          | Nicoletta Falcone                                         | Erika Zanetti                                             |
| 10.000m Puntenkoers | Simona di Eugenio                                        | Mareike Thum                                              | Elma de Vries                                             |
| 15.000m Afvalkoers  | Sabine Berg                                              | Elma de Vries                                             | Mareike Thum                                              |
| 42.195m Marathon    | Sabine Berg                                              | Elma de Vries                                             | Simona di Eugenio                                         |
| 5000m Aflossing     | Italië Arianna Arcidiacono Desire Contenti Erika Zanetti | Nederland Anniek ter Haar Bianca Roosenboom Elma de Vries | Frankrijk Laetitia le Bihan Justine Halbout Aurore Schiro |

### Medaillespiegel
| Plaats | Land      | Goud | Zilver | Brons | Totaal |
| 1      | Italië    | 12   | 7      | 7     | 26     |
| 2      | België    | 7    | 2      | 3     | 12     |
| 3      | Duitsland | 4    | 4      | 6     | 14     |
| 4      | Frankrijk | 1    | 3      | 5     | 9      |
| 5      | Nederland | 0    | 6      | 3     | 9      |
| 6      | Spanje    | 0    | 2      | 0     | 2      |
| Totaal | Totaal    | 24   | 24     | 24    | 72     |

Pico 1989 · 
Inzell 1990 · 
Pineto 1991 · 
Acireale 1992 · 
Valence d'Agen 1993 · 
Pamplona 1994 · 
Praia da Vitória 1995 · 
Saint-Brieuc 1996 · 
Roseto 1997 · 
Coulaines 1998 · 
Zandvoorde 1999 · 
Latina 2000 · 
Paços de Ferreira 2001 · 
Valence d'Agen 2002 · 
Padua 2003 · 
Heerde/Groningen 2004 · 
Juterborg 2005 · 
Cassano d'Adda 2006 · 
Oporto 2007 · 
Gera 2008 · 
Oostende 2009 · 
San Benedetto del Tronto 2010 ·
Heerde/Zwolle 2011 · 
Szeged 2012 · 
Almere 2013 · 
Geisingen 2014 · 
Wörgl/Innsbruck 2015 ·
Heerde/Steenwijk 2016 · 
Lagos 2017 · 
Oostende 2018 · 
Pamplona 2019 · 
Canelas 2021 · 
L'Aquila 2022 · 
Valence d'Agen 2023 · 
Oostende 2024